# 耶律沙
耶律沙（やりつ さ、生年不詳 - 統和6年5月7日（988年5月25日））は、遼（契丹）の軍人・政治家。字は安隠。遙輦氏の末裔。

## 経歴
応暦年間、南府宰相に累進した。景宗が即位すると、総領南面辺事をつとめた。保寧8年（976年）、北宋が北漢を攻撃してくると、耶律沙は軍を率いて北漢を救援し、功績を挙げて守太保の位を加えられた。保寧9年（977年）10月、帰順した党項の首長の可醜と買友を景宗に面会させた。
乾亨元年（979年）、北宋が再び北漢を攻撃すると、耶律沙は都統となり、契丹軍を率い間道を通って白馬嶺にいたり、大澗（谷）で宋軍と遭遇した。耶律沙は諸将とともに後詰めを待って戦おうとしたが、冀王耶律敵烈や監軍の耶律抹只らがすばやく急戦をしかけたため、耶律沙は開戦を止めることができなかった。耶律敵烈らは先鋒として谷を渡ろうとして、渡りきらないうちに北宋の郭進の軍の攻撃を受けて敗走した。耶律敵烈とその子の耶律哇哥・耶律沙の子の耶律徳里・令穏の都敏・詳穏の唐筈ら5将が戦死した。北院大王耶律斜軫の兵が到着して、大量の矢を放って援護したため、郭進は兵を退き、耶律沙は命長らえた。
耶律沙が太原の救援に向かおうとしたところ、北漢の駙馬都尉の盧俊が逃亡してくるのに出会い、太原はすでに陥落したと言われたので、耶律沙は軍を返した。宋軍が北漢討滅の余勢を駆って燕雲十六州奪回に乗りだし、同年7月に契丹軍と宋軍は高梁河の戦いで衝突した。耶律沙の契丹本軍は宋軍の攻勢を受けて潰走寸前に追い込まれたが、耶律休哥と耶律斜軫が両翼を進めて宋軍を迎え撃ち、撃破した。耶律沙はこの戦勝により以前の敗戦の過を許された。
同年9月に韓匡嗣の下で北宋の鎮州を攻撃したが、敗戦したため、景宗は耶律沙を処刑しようとしたが、睿智蕭皇后のとりなしで事なきをえた。再び北宋に対する征戦に従軍し、劉廷譲と李敬源の軍を破った。
統和6年5月癸亥（988年5月25日）、死去した。

## 伝記資料
- 『遼史』巻84 列伝第14